# 낭화관
낭화관(浪花館)은 명동에 위치한 극장이었다. 1917년 경성부 중구 명치정에 세워진 조그마한 목조 건물로 서전승이 건립하였다. 처음에는 일본 연극을 시연했지만, 1935년 경에는 영화가 상영되었다. 후에 2층 벽돌로 개조되었는데, 수용인원 3~4백명 정도의 극장이었다. 해방 후 명동극장으로 이름을 바꿔 영화 재개봉관으로 운영되어 오다가 1974년 6월 25일 폐관 후, 중앙투자금융에 인수되어 사무실로 사용되었다.